# 1380-е годы

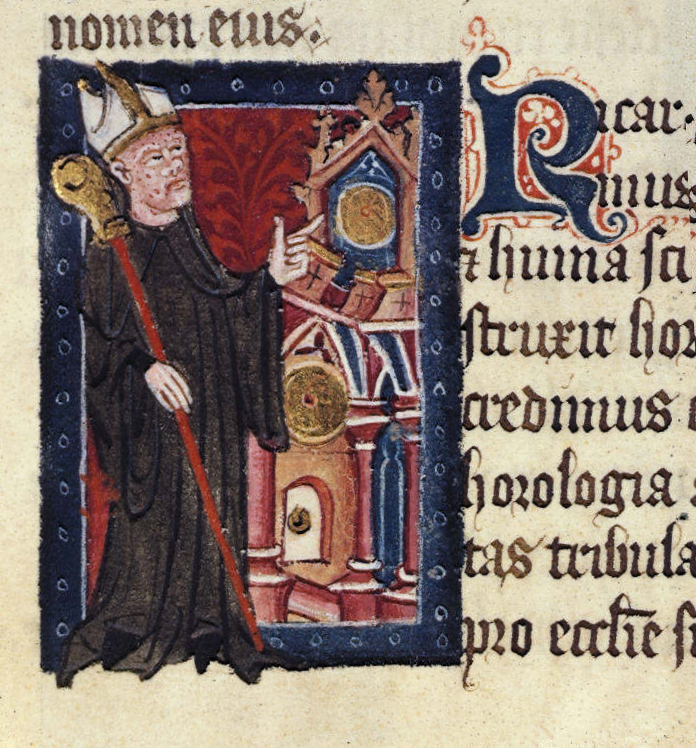
Английская миниатюра 1380 года

1380-е (ты́сяча три́ста восьмидеся́тые) го́ды по юлианскому календарю — промежуток времени с 1 января 1380 года по 31 декабря 1389 года, включающий 1380 год 8-го десятилетия   и с 1381 по 1389 годы    9-го десятилетия XIV века 2-го тысячелетия.  Они закончились 636 лет назад.

## Важнейшие события
- Куликовская битва (1380; Дмитрий Донской; Мамай).
- Крестьянское восстание Уота Тайлера в Англии (1381)[1][2][3][4].
- Нашествие Тохтамыша на Москву (1382). Новый хан Орды Тохтамыш сжёг и разграбил 11 русских городов, в том числе Москву, Коломну и другие.
- Восстание тюшенов (1381—1384)[5][6][7]. Восстание майотенов в Париже (1382)[8][9][10][11].
- Кревская уния (1385), первое соглашение о династическом союзе между Великим княжеством Литовским и Польшей.
- Битва при Савре (1385) между османской армией и войсками сербских князей. Победа Османской империи в этой битве, заставила большинство сербских, греческих и албанских правителей признать сюзеренитет османских султанов.
- Попытка Кастилии, пытавшаяся присоединить Португалию, после двухлетней войны закончилась поражением кастильской армии при Алжубарроте (1385).
- Битва на реке Вихре (1386): войско смоленского князя Святослава Ивановича разбито литовцами.
- Битва при Земпахе (1386), в которой Швейцарская конфедерация обеспечила свою независимость в сражении с австрийскими войсками Габсбургов.
- Битва при Оттерберне (1388): победа шотландских войск Джеймса Дугласа над английской армией.
- Битва на Косовом поле (1389) между Сербией (армией сербов, болгар, боснийцев и хорватов) и Турцией. Сербская армия потерпела поражение, её предводитель, князь Лазарь — убит; в битве пал и турецкий султан Мурад I (убитый Милошем Обиличем)[12][13][14].
- Завоевание Тимуром Персии.

## Правители
- 1380—1387 — Король Норвегии Олаф Датский.
- 1382—1386 — правление Карла III, короля Неаполя и Венгрии;
- 1385—1433 — Король Португалии Жуан I, первый из династии Авис.
- 1386 — воцарение на польском престоле литовского князя Владислав II Ягайло, основателя династии Ягеллонов.
- 1386 — воцарение господаря Валахии Мирча Старого.
- 1387—1397 — Королева Дании и Норвегии Маргарита I (1353—1412).
- 1387—1437 — Король Венгрии Сигизмунд I Люксембург (1368—1437).
- 1387—1395 — Король Арагона Хуан I.
- 1388—1398 — Король Вьетнама Чан Туан Тонг.
- 1389—1402 — Султан Баязид I Йылдырым (Молния) (1354 (1360) — 1403). Сын Мурада I.
- 1389—1427 — Князь, деспот Сербии Стефан, сын Лазаря (ок. 1377—1427).
- 1389—1404 — Папа Бонифаций IX (ок. 1355—1404).
- 1389—1425 — Василий Дмитриевич великий князь московский и владимирский.
- 1380—1422 — Король Франции Карл VI Безумный.

## Культура
- 1386 — основан Гейдельбергский университет, старейший на территории Германии.

## Родились
- Евгений IV — папа римский (1431—1447, умер в 1455).

## Скончались
- Афанасий Метеорский — основатель монастырей Метеоры, преподобный Православной церкви.